# Eclipse ERP
Eclipse ERP là một phần mềm kế toán xử lý giao dịch thời gian thực được sử dụng để thực hiện đơn hàng, kiểm soát hàng tồn kho, kế toán, mua hàng và bán hàng.  Nó được tạo ra cho các nhà phân phối bán buôn trong các ngành công nghiệp Điện, HVAC, Hệ thống nước và PVF, nhưng được sử dụng bởi một loạt các lĩnh vực thị trường.  Tại một thời điểm, phần mềm này được gọi là Intuit Eclipse DMS, và Activant Eclipse và Hệ thống quản lý phân phối Eclipse.
Các phụ trợ chạy trên một cơ sở dữ liệu NoSQL UniVerse  từ Rocket U2.

## Lịch sử
Trước khi Eclipse ERP được tạo ra vào năm 1990, các nhà phân phối chủ yếu ở Đông Bắc đã sử dụng SHIMS (Hệ thống quản lý thông tin nhà cung cấp) thuộc sở hữu của Ultimate Data Systems.  Phát triển ERP Eclipse bắt đầu vào năm 1990 bởi Eclipse Inc.; nhóm ban đầu bao gồm Clark Yennie, Michael E. London, David Berger, Steven Grundt, và Richard Montegna.  Năm 2002, Eclipse Inc đã được bán vào năm 2002 cho Intuit với giá 88 triệu đô la.
Activant đã mua Eclipse ERP vào ngày 17 tháng 8 năm 2007 với giá 100,5 triệu đô la tiền mặt.  Apax Partners đã sáp nhập Epicor và Activant vào ngày 5 tháng 4 năm 2011   Do đó, Epicor trở thành chủ sở hữu của ERP ERP.  Trong những năm qua, ERP ERP đã hoạt động dưới nhiều thương hiệu.

## Giao diện người dùng
Các trạm máy khách kết nối với máy chủ Eclipse thông qua một trình giả lập thiết bị đầu cuối Eclipse có tên Eterm và/hoặc một máy khách Solar Eclipse, dựa trên Java.  Solar Eclipse được giới thiệu trong phiên bản 8.0 vào tháng 5 năm 2004, và được thay thế bằng phiên bản 9.0 vào tháng 5 năm 2015.

## Các tính năng chính

### Kịch bản sử dụng
Người dùng tiêu biểu là các công ty phân phối, thành viên của các hiệp hội thương mại, với nhiều chi nhánh khu vực và hàng trăm nhân viên.  Thông thường các công ty sử dụng nhân viên bán hàng bên ngoài đi du lịch.  Nhân viên bán hàng bên trong cung cấp hỗ trợ cho khách hàng qua điện thoại hoặc email.  Nhân viên trung tâm phân phối sử dụng Eclipse ERP làm Hệ thống quản lý trung tâm phân phối.  Họ thực hiện chọn hàng, xử lý đơn hàng, duy trì hàng tồn kho trong kho và gửi sản phẩm cho khách hàng thông qua các hãng vận chuyển.  Bộ phận kế toán giao dịch với sổ cái chung, AP, AR và kiểm soát tín dụng.  Bộ phận tiếp thị chịu trách nhiệm cho các tài liệu quảng cáo trực tuyến và in.  Bộ phận mua hàng liên quan đến việc mua sắm từ các nhà sản xuất và nhà cung cấp trong chuỗi cung ứng.  Các quy trình kinh doanh này phải được điều chỉnh để hoạt động cụ thể với Eclipse ERP.  Chi phí của phần mềm phụ thuộc vào số lượng giấy phép người dùng đồng thời và số lượng sản phẩm đồng hành.

### Gói nổi bật
Phần mềm này hỗ trợ các hoạt động đa chi nhánh, giao diện tích hợp để gửi email và fax (sử dụng VsiFax), hàng đợi gọi điện của khách hàng (troubletickets) và một số tiện ích bổ sung có sẵn cho đồng hồ bấm giờ của nhân viên, kho RF, Hình ảnh kỹ thuật số, Bằng chứng về Giao hàng / Chụp chữ ký, và những người khác.  Công cụ định giá cho phép đặt giá cho các lớp khách hàng, nhóm sản phẩm, sản phẩm riêng lẻ hoặc khách hàng, số lượng giảm.  Khách hàng có thể có các loại giá khác nhau dựa trên khối lượng và/hoặc vị trí.  Giá có thể được thiết lập cho ngày có hiệu lực trong tương lai.  Khóa ủy quyền cho phép linh hoạt với quyền truy cập và bảo mật của người dùng theo cách tương tự như Ma trận kiểm soát truy cập.  Kho hàng trong Trạng thái quy trình Hàng đợi hiển thị những đơn hàng cần chọn cho khách hàng, những gì chuyển để nhận từ các chi nhánh khác hoặc đơn đặt hàng mua để nhận từ các nhà cung cấp.  Tóm tắt dữ liệu và kinh doanh thời gian thực hiển thị báo cáo thu nhập và bảng cân đối.  Quản lý đơn hàng cho phép nhận thanh toán từ khách hàng tại quầy hoặc qua điện thoại.  Tải trọng lớn được sử dụng để cập nhật thông tin trong cơ sở dữ liệu.  Tích hợp bên thứ ba mở rộng chức năng của sản phẩm cơ sở.  Menu điều hướng được tùy chỉnh cho người dùng duy nhất hoặc toàn bộ phòng ban.  Quản lý tài chính kế toán bao gồm các khoản phải thu, phải trả, máy tính tiền.  Quản lý hàng tồn kho cho thấy mức tồn kho, vị trí sản phẩm chính xác, lịch sử, xếp hạng và nhu cầu.  Mua và chuyển được đề xuất bởi hệ thống dựa trên lịch sử trước đó và nhu cầu trong tương lai.

## Cộng đồng
Epicor tổ chức một hội nghị Epicor Insights hàng năm để cung cấp kết nối và đào tạo về các sản phẩm, bao gồm cả Eclipse.

## Phiên bản logo

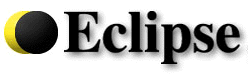
1991101997
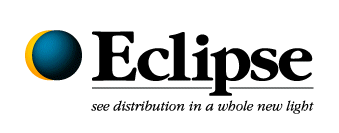
19972002002
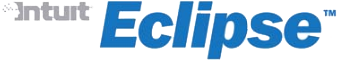
20022002007